# Фиолетовые фиалки
«Фиолетовые фиалки» (англ. Purple Violets; другие названия: «Одноклассники» и «Пурпурные фиалки») — американская комедийная драма 2007 года.

## Сюжет
Сложная история о жизни двух подруг. Патти, в прошлом подающая надежды писательница, похоронила свою мечту. Она риелтор, и у неё опостылевший муж. Случайно она встретила свою первую школьную любовь — Брайана, который вернул ей желание и писать, и любить.
Кейт, лучшая подруга Патти, так же встречает свою первую любовь — Майкла. Но их встреча более проблематична, её предыдущий парень хочет её вернуть.

## В ролях
| Актёр         | Роль            |
| ------------- | --------------- |
| Сельма Блэр   | Патти           |
| Патрик Уилсон | Брайан Каллахан |
| Дебра Мессинг | Кейт Скотт      |
| Эдвард Бёрнс  | Майкл Мёрфи     |
| Деннис Фарина | Гилмор          |